# 布雷特维尔-洛格约斯
布雷特维尔-洛格约斯（法語：Bretteville-l'Orgueilleuse，法語發音：[bʁɛtvil lɔʁɡœjøz] ⓘ）是法国卡尔瓦多斯省的一个旧市镇，属于卡昂区。2017年，布雷特维尔-洛格约斯与临近的5个市镇合并为新市镇蒂和米，布雷特维尔-洛格约斯为新市镇行政中心。

## 地理
布雷特维尔-洛格约斯（49°12'41"N, 0°30'50"W）面积6.18 平方千米，位于法国诺曼底大区卡爾瓦多斯省，该省份为法国西北部沿海省份，北濒大西洋英吉利海峡，东北与滨海塞纳省以海上边界相接，东临厄尔省，南至奧恩省，西与芒什省接壤。
与布雷特维尔-洛格约斯接壤的市镇（或旧市镇、城区）包括：贝桑地区皮托、罗镇、圣克鲁瓦格朗托讷、圣芒维厄-诺雷、贝桑地区塞克维尔、罗镇。

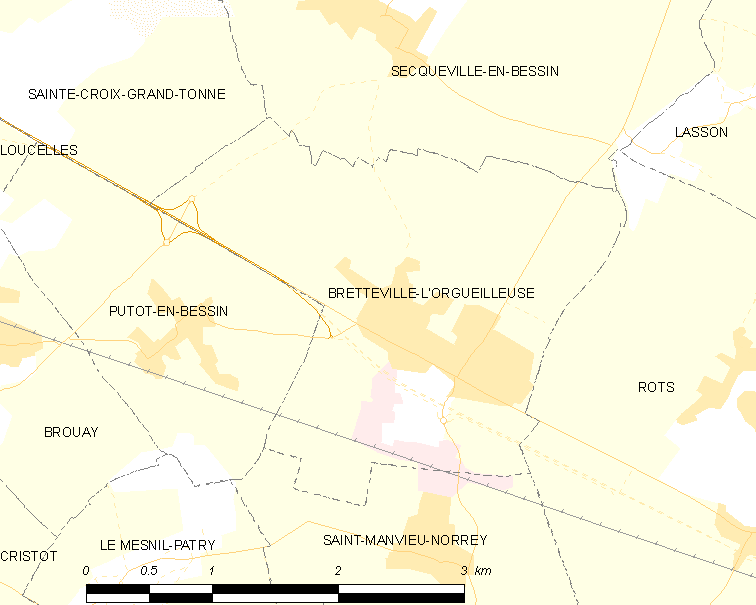
布雷特维尔-洛格约斯的OSM定位图

布雷特维尔-洛格约斯的时区为UTC+01:00、UTC+02:00（夏令时）。

## 行政
布雷特维尔-洛格约斯的邮政编码为14740，INSEE市镇编码为14098。

## 政治
布雷特维尔-洛格约斯所属的省级选区为蒂和米县。

## 人口

1962-2008年间布雷特维尔-洛格约斯人口变化图示

布雷特维尔-洛格约斯于2018年1月1日时的人口数量为3149人。